# کوره بنایی

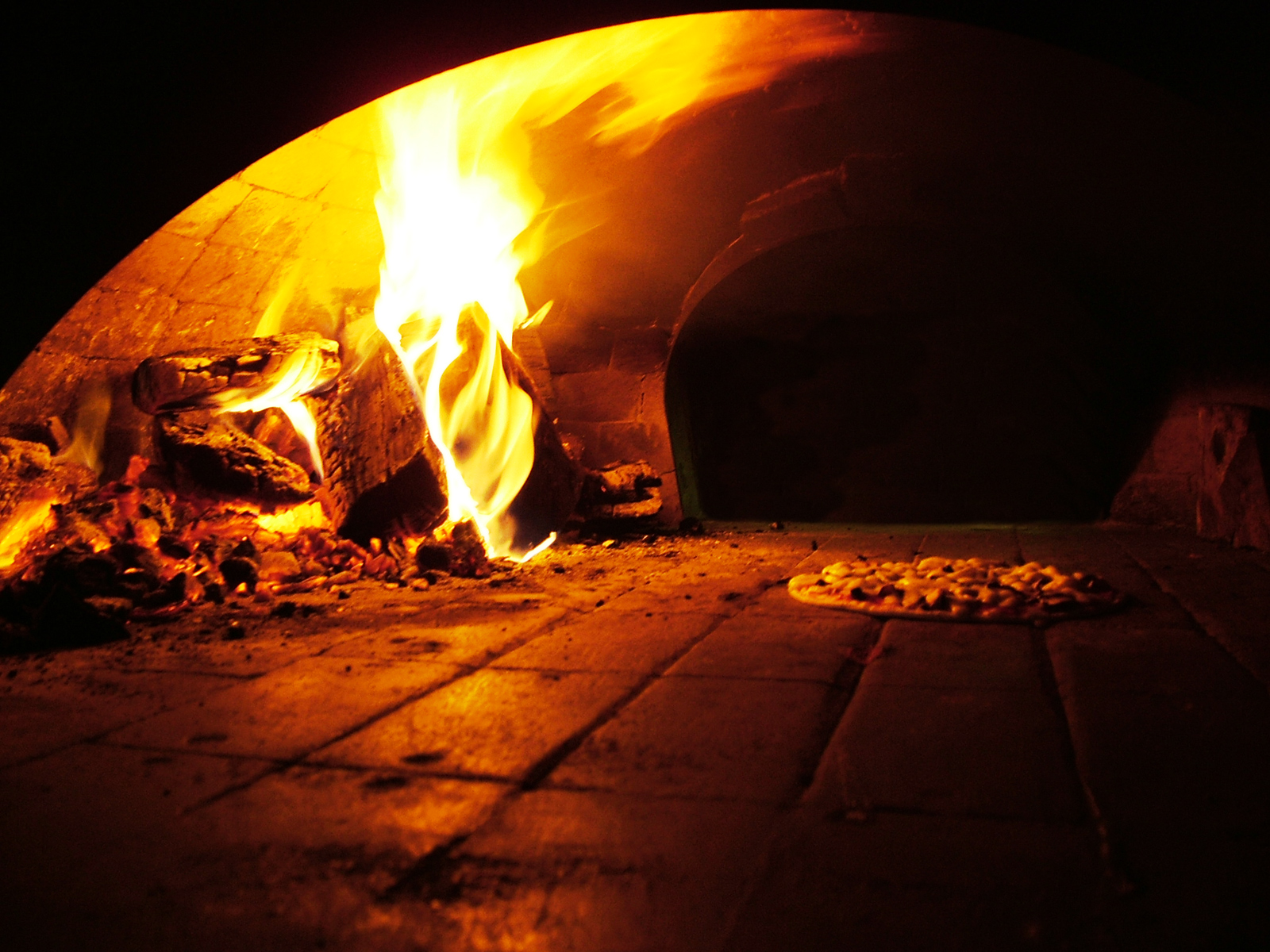
تنور آجری هیزمی

کورهٔ آجر یا سنگی که به آن کورهٔ بنایی نیز گفته می‌شود، نوعی کوره است که محفظهٔ پخت آن از آجر نسوز، بتن، سنگ، خاک رس (کورهٔ گِلی) یا کاه‌گِل ساخته شده است. برای گرم کردن این کوره‌ها به‌طور سنتی از چوب استفاده می‌شود، اما در قرن نوزدهم استفاده از زغال‌سنگ نیز رایج بود. امروزه، کوره‌های بنایی مدرن اغلب با گاز طبیعی یا حتی برق کار می‌کنند. این کوره‌ها امروزه بیشتر با نان‌های سنتی و پیتزا مرتبط هستند، اما در گذشته برای هر نوع پخت‌وپزی که نیاز به پختن داشت، مورد استفاده قرار می‌گرفتند.

## خاستگاه و تاریخچه
انسان‌ها کوره‌های بنایی را مدت‌ها پیش از آغاز نوشتن ساخته بودند. این فرایند از زمانی آغاز شد که نیاکان ما شروع به استفاده از آتش برای پخت غذا کردند، احتمالاً ابتدا با کباب کردن روی شعله یا زغال آغاز شد. اما ریشه‌های نشاسته‌ای بزرگ و سایر غذاهایی که زمان بیشتری برای پخت نیاز داشتند، در میان خاکستر داغ پخته می‌شدند و گاهی با سنگ‌های داغ ویا خاکستر بیشتر پوشانده می‌شدند. مقادیر زیادی از غذا را می‌توان در کورهٔ زمینی پخت؛ یعنی یک گودال در زمین ایجاد می‌شد، با آتشی بزرگ گرم می‌شد و سپس با افزودن سنگ‌های داغ، حرارت بیشتری دریافت می‌کرد.
بسیاری از این روش‌ها تا به امروز ادامه یافته‌اند و همچنین در شواهد باستان‌شناسی دیده می‌شوند. اما کوره‌های بنایی به شکل امروزی تنها با آغاز کشاورزی غلات پدیدار شدند—به عبارت دیگر، همزمان با پیدایش نان (و همچنین آبجو، که احتمالاً منبع اولیهٔ مخمر برای ورآمدن نخستین نان‌ها بوده است). مصریان باستان تصاویری از نانواهایی بر جای گذاشته‌اند که خمیر را روی سنگ داغ قرار داده و با یک دیگ سفالی داغ می‌پوشاندند—نخستین «کورهٔ واقعی». با گذر زمان، کوره‌های تک‌قرص به اندازه‌ای بزرگ شدند که بتوانند چندین قرص نان را همزمان بپزند، و روش‌های ساخت آن‌ها از گودال‌های زمینی به دیگ‌های سفالی و سپس به گنبدها و طاق‌های آجری و سنگی گسترش یافت.
کوره‌های بنایی در میان اعراب کشورهای حوزهٔ خلیج فارس برای تهیهٔ نان سنتی خبز مورد استفاده قرار می‌گیرند.
در هند و پاکستان، تنور یک کورهٔ سفالی سنتی است، هرچند امروزه تنورهای مدرن برقی نیز در دسترس هستند. تنورهای سرگشاده نوعی طراحی میانی بین کورهٔ زمینی و کورهٔ بنایی به سبک رومی محسوب می‌شوند. در قارهٔ آمریکا پیش از ورود کلمب، کوره‌های مشابهی اغلب از خاک رس یا آدوبی ساخته می‌شدند و امروزه با واژهٔ اسپانیایی هورنو (به معنی "کوره") شناخته می‌شوند. هورنوها همچنین در جنوب‌غربی ایالات متحده به عنوان بخشی از سنت‌های محلی استفاده می‌شوند.
طراحی سنتی کوره‌های بنایی با آتش مستقیم اغلب به عنوان «کورهٔ رومی» یا «کورهٔ سیاه» شناخته می‌شود و در فرهنگ غربی قدمتش حداقل به جمهوری روم بازمی‌گردد. این کوره‌ها به دلیل دوده‌ای که آتش روی سقف کوره ایجاد می‌کند، کورهٔ سیاه نامیده می‌شوند. کوره‌های سیاه معمولاً برای استفادهٔ کل یک جامعه ساخته می‌شدند (مانند کوره‌های عمومی در فرانسه، که اغلب تحت مالکیت دولت محلی بودند و گردانندگان آن‌ها از کاربران هزینه‌ای دریافت می‌کردند). این کوره‌ها در دوران استعمار در قارهٔ آمریکا محبوب شدند. امروزه به‌طور گسترده در نانوایی‌های سنتی، پیتزافروشی‌ها، رستوران‌هایی که غذاهای پخته‌شده ارائه می‌دهند و به‌طور فزاینده‌ای در حیاط خانه‌ها یا به عنوان کوره‌های کوچک خانگی مورد استفاده قرار می‌گیرند.
کوره‌های موسوم به «کوره‌های سفید» در دوره‌های بعدی توسعه یافتند. این کوره‌ها از بیرون گرم می‌شوند، به طوری که شعله و دوده هرگز با دیوارهای داخلی کوره تماس پیدا نمی‌کنند. این نوع کوره‌ها بیشتر به عنوان بخشی از بخاری‌های بنایی مورد استفاده قرار می‌گیرند. در فرانسه، طراحی میانی‌ای به نام «گوئولار» توسعه یافته که ویژگی‌های هر دو مدل داخلی و خارجی‌سوز را ترکیب می‌کند.

## کارایی و استفاده

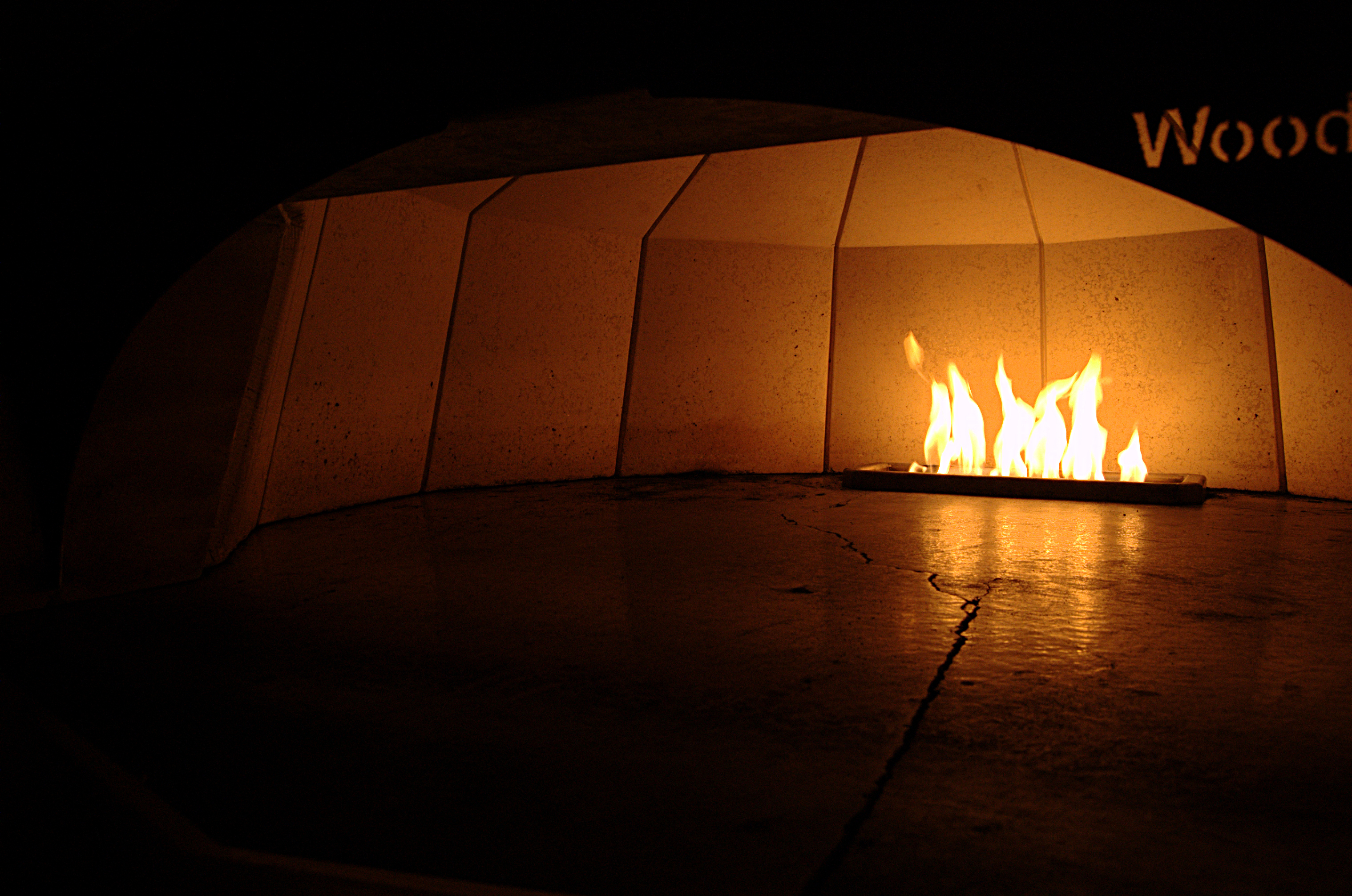
اجاق بنایی مدرن با سوخت گاز که در رستوران استفاده می‌شود

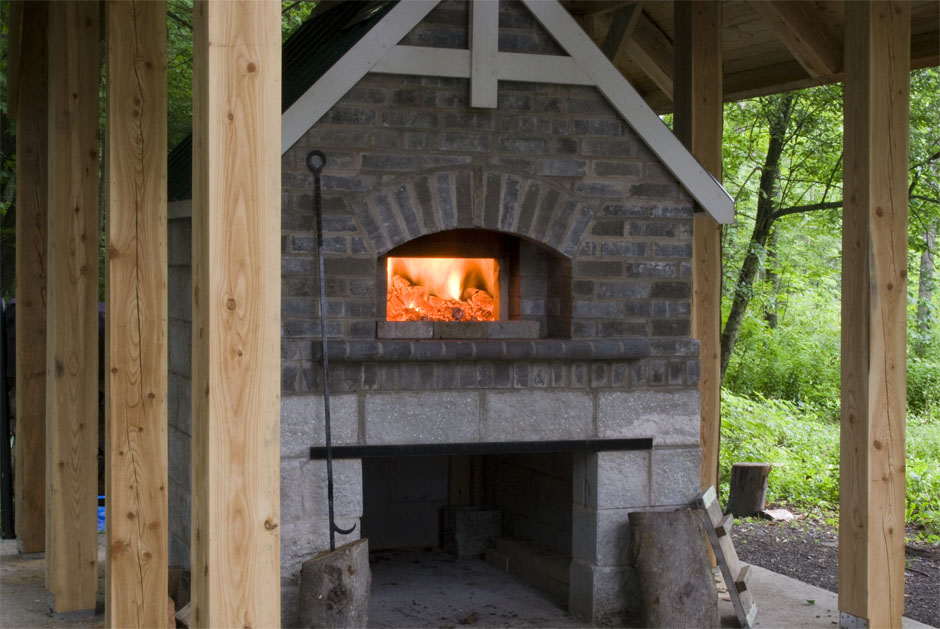
کوره چوبی بنایی، در مرحله پخت (گرم کردن).

کوره‌های بنایی همچنان محبوب هستند، تا حدی به دلیل تأثیری که بر فرایند پخت و طعم غذا دارند. در حالی که کوره‌های مدرن گازی یا برقی غذا را با گردش هوای داغ درون یک محفظهٔ سبک و عایق‌شده می‌پزند، یک کورهٔ بنایی مانند یک باتری، گرما را در خود ذخیره می‌کند. هنگامی که داغ می‌شود، دیوارهای سنگین آن گرما را به‌آرامی و در طول چند ساعت آزاد می‌کنند؛ بنابراین، غذا نه‌تنها با هوای داغ بلکه با حرارت تابشی ناشی از دیواره‌های گرم کوره پخته می‌شوند. به‌ویژه در مورد نان و پیتزا که در ظرف پخته نمی‌شوند، انتقال مستقیم گرما از آجرهای کف کوره به غذا تأثیر زیادی دارد (نانواها این تأثیر را «جهش کوره‌ای» می‌نامند، که باعث افزایش حجم نان در لحظات اولیهٔ پخت می‌شود).
علاوه بر این، کورهٔ بنایی بخاری که از آب موجود در غذا تولید می‌شود را درون خود حفظ می‌کند. این محیط پر از بخار باعث ایجاد پوسته‌ای خوش‌طعم و جویدنی‌تر می‌شود (به دلیل واکنش مایارد) و همچنین رطوبت غذاهای دیگر را حفظ کرده و آن‌ها را نرم و لطیف نگه می‌دارد. ترکیب سه‌گانهٔ گرمای تابشی، گرمای هدایتی و گرمای همرفت نیز سرعت پخت را افزایش می‌دهد.
کوره‌های بنایی چوب‌سوز برای تهیهٔ پیتزای ناپلی اصیل الزامی هستند.

## ساخت و ساز
کوره‌های اولیه از خاک رس ساخته می‌شدند (که معمولاً مانند آجرسازی با شن ترکیب می‌شد تا از ترک خوردن جلوگیری شود) و بر روی قالبی از چوب یا شن شکل می‌گرفتند. هنگامی که خاک رس به اندازهٔ کافی سفت می‌شد، دهانه‌ای در آن بریده می‌شد و سپس شن از داخل آن خارج یا چوب درون آن سوزانده می‌شد. دود از طریق درِ کوره خارج می‌شود، یا مستقیماً به بیرون هدایت می‌شود، یا از طریق دودکشی که درست بالای درِ کوره قرار دارد.
کوره‌های آجری را می‌توان روی قالب نیز ساخت، اما بسیاری از فرهنگ‌ها روش‌هایی برای ساخت گنبد بدون نیاز به قالب توسعه داده‌اند، مانند کوره‌های گنبدی سنتی ایتالیایی که به‌صورت آزاد و گاهی صرفاً با تکیه بر مهارت چشمی ساخته می‌شوند.
در این روش، ابتدا یک ردیف دایره‌ای از آجر یا نیمه‌آجر چیده می‌شود. سپس ردیف بعدی بر روی بستری از ملات گُوِه‌ای‌شکل قرار می‌گیرد. هر ردیف بعدی با زاویه‌ای تندتر چیده شده و گنبد را به سمت مرکز هدایت می‌کند. چسبندگی بین آجرهای خشک و ملات خیس باعث می‌شود که آجرها تا زمانی که به حالت تقریباً عمودی برسند، در جای خود بمانند. در این مرحله، ممکن است بنا از یک تکیه‌گاه چوبی موقت استفاده کند تا زمانی که تاج گنبد با سنگ کلیدی مرکزی بسته شود.
کوره‌های مربع یا مستطیل‌شکل را می‌توان با آجرهای استاندارد و برش‌های کم‌تر ساخت. برای ساخت طاق‌های مستحکم‌تر، از آجرهای قوسی‌شکلِ مخصوص استفاده می‌شود. اما بدون مهاربندی یا یک چارچوب فولادی، وزن طاق به دیوارها فشار آورده و می‌تواند باعث فروریختن آن شود. در مقابل، کوره‌های گرد به برش بیشتری نیاز دارند اما معمولاً به مهاربندی کمتری احتیاج دارند.
چه مصالح مورد استفاده خاک و آجر باشند، چه بتن‌های نسوز پیشرفته یا کوره‌های پیش‌ساختهٔ مدولار، تمامی این روش‌ها همچنان در حال استفاده هستند. در هر صورت، کوره‌ها معمولاً زیر سقف یا نوعی پوشش محافظ در برابر شرایط جوی قرار داده می‌شوند.

### روش‌های عایق کاری مدرن
شاید مهم‌ترین تغییر در روش‌های ساخت کوره‌های بنایی، عایق‌بندی باشد. از آنجا که مصالح بنایی گرما را تقریباً به همان سرعتی که جذب می‌کنند، از دست می‌دهند، کوره‌های اولیه برای افزایش زمان پخت، جرم خود را بیشتر می‌کردند. دیوارهای ضخیم‌تر، گرمای بیشتری را نگه می‌داشتند تا بتوان مقدار بیشتری نان پخت — اما فقط تا حد مشخصی.
از آنجا که گرما از نقاط گرم‌تر به نقاط سردتر حرکت می‌کند، قسمت بیرونی کوره نمی‌تواند به اندازهٔ داخل آن داغ شود — مگر اینکه با یک پوشش نسوز عایق‌بندی شود. مانند یک فرد در رختخواب، یک کوره نیز به یک «تشک» در زیر و یک «پتو» در بالا نیاز دارد، اما در حالی که وزن یک فرد چند صد پوند است، وزن یک کوره ممکن است به چندین هزار پوند برسد.
در طبیعت، مواد کمی وجود دارند که بتوانند مقاومت فشاری، خاصیت عایق‌کنندگی و تحمل دمای بالا را همزمان داشته باشند، اما فناوری‌های جدید، گزینه‌های موجود را به میزان قابل توجهی گسترش داده‌اند.

### ترمودینامیک کوره‌های بنایی عایق
برخی از طراحی‌های کوره‌های بنایی با بالا بردن کوره از زمین مرطوب یا قرار دادن آن بیرون از زمین، اتلاف حرارت را کند می‌کنند. کوره‌های سنتی سفالی کانادایی حتی روی چارچوب‌های چوبی ساخته می‌شدند که این کار زمانی ممکن است که دیوارهای کوره به اندازه کافی ضخیم باشند تا از داغ شدن بیش از حد چوب جلوگیری کنند (زیرا گرمای زیاد می‌تواند خطرناک باشد). مواد عایق دیگر برای پایه کوره ممکن است شامل سنگ‌های سبک مانند توپا یا پومیس باشند. در دهه ۱۹۸۰، آلن اسکات که برخی او را «پدر کوره‌های چوب‌سوز مدرن» می‌نامند، روشی را رواج داد که در آن کوره‌ها روی یک صفحه بتنی سبک ساخته می‌شدند که با سنگ‌دانه‌های سبک مانند پومیس، پرلیت یا ورمیکولیت ترکیب شده بود. او همچنین با گسترش میلگردها از داخل قالب‌بندی به بالای دیوارهای جانبی، اتلاف حرارت را بیشتر کاهش داد. این کار باعث شد که صفحه بتنی و کوره به‌طور مؤثری روی دیوارهای پشتیبانی «آویزان» شوند. پس از برداشتن قالب، شکاف هوایی حدود یک اینچ بین پایه و سازهٔ کل کوره باقی ماند. این جداسازی باعث شد که پل حرارتی که معمولاً گرما را از کوره به پایه منتقل می‌کرد، از بین برود و در نتیجه، گرماگیری کوره بهبود یافت و اتلاف انرژی کاهش پیدا کرد.
روش‌های دیگری نیز برای دستیابی به نتایج مشابه استفاده می‌شوند. تخته‌های عایق صنعتی با استحکام بالا که در بازار موجود هستند، به‌عنوان «تشک کوره» عمل می‌کنند. این تخته‌ها نه‌تنها مشکل تحمل وزن و عایق‌بندی را برطرف می‌کنند، بلکه راهی ساده برای قطع تماس کوره با سرمای محیط فراهم می‌آورند.
برخی از سازندگان کوره‌های گِلی از روشی ارزان‌تر استفاده می‌کنند. آن‌ها بطری‌های شیشه‌ای خالی را درون ترکیبی عایق از خاک رس و مواد آلی ریزدانه مانند خاک‌اره، سبوس، پوست آجیل و… قرار می‌دهند. هنگامی که مواد آلی در طول پخت می‌سوزند، هزاران حفرهٔ ریز در ساختار خاک رس ایجاد می‌شود که یک مادهٔ اسفنجی، عایق و در عین حال محکم را به وجود می‌آورد.
برای گرم نگه داشتن قسمت بالایی فر، بناها ممکن است دیوارهایی در اطراف آن به شکل چهارچوب بسازند تا فضایی برای پوششی از پرلیت، پومیس یا ورمیکولیت ایجاد شود. برای داشتن نمایی کوچک‌تر و گردتر، می‌توان فر را با پتوهای پشم معدنی (مشابه فایبرگلاس اما ساخته‌شده از خاک رس یا سنگ، با مقاومت بسیار بیشتر در برابر دماهای بالا و تغییرات حرارتی) پوشاند. پتوهای پشم معدنی نیاز به پوشش دارند—چه با یک لایه گچ تقویت‌شده، کاشی، یا معادل آن تقویت می‌شود.
بر اساس یک بررسی دربارهٔ کوره‌های سفالی کانادایی، بویلی و بلانشت نسبت ایده‌آل بین ارتفاع درِ کوره و ارتفاع گنبد را ۶۳٪ پیشنهاد کرده‌اند. اگر گنبد بیش از حد بلند باشد، گرمای تابشی کاهش می‌یابد، در حالی که اگر ارتفاع در زیاد باشد، گرما راحت‌تر از کوره خارج می‌شود. از سوی دیگر، اگر ارتفاع در کمتر از ۶۳٪ ارتفاع گنبد باشد، گردش هوا و دود مختل شده و آتش به‌درستی نمی‌سوزد.
کوره‌های بنایی مدرن گاهی شباهت کمی به نسخه‌های قدیمی‌تر خود دارند و ممکن است تنها یک صفحه ریخته‌گری (مشابه سنگ پیتزا) داخل یک بدنهٔ خارجی متداول‌تر داشته باشند. این دستگاه‌ها عمدتاً در محیط‌های تجاری استفاده می‌شوند، اگرچه مدل‌های رومیزی نیز در دسترس هستند.

### انواع

#### کوره‌های کب، گلی و سفالی
کُب نامی بریتانیایی برای چیزی است که در اصل همان آدوبی (خشت خام) محسوب می‌شود. واژهٔ آدوبی از عربی «الطوب» به‌معنای «گِل» گرفته شده است. در مقابل، «کُب» یک واژهٔ انگلو-ساکسونی به‌معنای «توده» است و همچنین برای توصیف نان‌های گرد یا اسب‌های کوچک و فشرده نیز به‌کار می‌رود. به‌عنوان رایج‌ترین مصالح ساختمانی در جهان، استفاده از خاک، گِل و کُب در ساخت‌وساز، در میان افرادی که به مواد و روش‌های ساده‌تر و سازگارتر با محیط زیست علاقه‌مند هستند، محبوبیت فزاینده‌ای پیدا کرده است. کوره‌های چوب‌سوز یکی از پروژه‌های اولیهٔ محبوب برای این افراد محسوب می‌شوند و همین موضوع باعث شده است که تعداد زیادی از پروژه‌های ساخت کوره‌های کُب شکل بگیرند. بسیاری از این پروژه‌ها نیز به‌صورت مستند در فضای اینترنت منتشر شده‌اند.
با این حال، کوره‌های بنایی اولیه که به مصر باستان بازمی‌گردند، معمولاً از خاک رس بومی ساخته می‌شدند. این خاک برای کاهش ترک‌خوردگی اغلب با شن، ماسه یا کاه ترکیب می‌شد. کوره‌های کوچک‌تر روی قالب‌هایی از ماسه یا یک ساختار سبدی‌شکل از شاخه‌های چوبی ساخته می‌شدند. پس از پوشاندن این قالب‌ها، ماسه را از داخل خارج می‌کردند یا چوب‌ها را می‌سوزاندند. کوره‌های «کلوم» نوعی کورهٔ ماژولار (و گاهی قابل حمل) بودند که در اصل یک دیگ سفالی بزرگ وارونه با یک دهانهٔ بریده‌شده در کناره محسوب می‌شدند. این کوره‌ها اغلب با آجر محصور می‌شدند و به‌عنوان بخشی از شومینه‌های انگلیسی ساخته می‌شدند، به‌طوری که زغال‌ها و خاکسترها را می‌توان به سمت اجاق مشترک جارو کرد و دود مستقیماً وارد دودکش می‌شد. «همانند زنگ پخت‌وپز آتنی و آسیاب دستی ابتدایی، کورهٔ گِلی خام نیز هزاران سال نمونه‌های مشابهی داشت. یکی از نوادگان آن، کوره‌های سفالیِ دیواری قرن هفدهمی در منطقهٔ دوون (Devon) بود که با شن تقویت می‌شدند … این کوره‌های ساده که در دیوار جانبی اجاق باز تعبیه می‌شدند و تنها دهانهٔ آن‌ها از جلو دیده می‌شد، همچنان تا سال ۱۸۹۰ در کارگاه‌های سفالگری بارنستپل (Barnstaple) تولید می‌شدند.»

#### کلوش سرامیکی
کلوش یا زنگ پخت‌وپز شبیه به یک کاسهٔ سرامیکی پخته شده به‌صورت وارونه است که یک دسته در بالا دارد. این وسیله در آتش گرم می‌شود، همراه با یک سنگ صاف یا محل باز روی اجاق. سپس، خمیر آماده روی سنگ داغ یا زمین اجاق قرار داده می‌شود و سپس با کلوش پوشیده می‌شود، و ممکن است برای تأمین گرمای بیشتر، زغال‌ها یا خاکسترهای داغ نیز روی آن قرار داده شوند. این روش به مصر و یونان باستان بازمی‌گردد و احتمالاً اولین نوع کوره‌های بنایی بوده است.

## شبیه‌سازی
می‌توان بدون ساخت یک کوره بنایی کامل، از برخی مزایای آن بهره‌مند شد. رایج‌ترین روش، استفاده از سنگ پیتزا از جنس سفال یا سرامیک است که هنگام پیش‌گرم شدن فر، گرما را ذخیره کرده و مستقیماً به کف پیتزا منتقل می‌کند. آجرهای نسوز معمولی نیز می‌توانند به همین روش برای پوشاندن یک قفسه مورد استفاده قرار گیرند.
نان و گوشت را می‌توان در یک ظرف سرامیکی درب‌دار که با نام‌هایی مانند کلوش (Cloche) یا شلمرتوف (Schlemmertopf – یک نام تجاری) شناخته می‌شود، پخت. همچنین نتایج خوبی را می‌توان با پخت نان در یک دیگ چدنی از پیش گرم‌شده با دربی که کاملاً چفت شود، به دست آورد.
گران‌ترین گزینه، یک لاینر سرامیکی یا سنگی برای فر است که بسیاری از مزایای کلوش را دارد اما محدودیتی در اندازهٔ ظروف برای نانوا ایجاد نمی‌کند.
گاهی می‌توان نان را روی گریل پخت تا تأثیر گرمای تابشی در کوره‌های بنایی شبیه‌سازی شود. این روش معمولاً برای پخت نان‌های مسطح و پیتزا استفاده می‌شود، اما برخی دستورهای پخت نان حجیم نیز برای استفاده از گریل، با یا بدون سطح حرارتی سرامیکی یا بنایی طراحی شده‌اند.